# NGC 6635
NGC 6635 је лентикуларна галаксија у сазвежђу Херкул која се налази на NGC листи објеката дубоког неба.
Деклинација објекта је + 14° 49' 7" а ректасцензија 18h 27m 37,0s. Привидна величина (магнитуда) објекта NGC 6635 износи 13,5 а фотографска магнитуда 14,5. NGC 6635 је још познат и под ознакама UGC 11239, MCG 2-47-3, PGC 61900.